# Ahmed El Sheikh
Ahmed El Sheikh (tiếng Ả Rập Ai Cập: أحمد الشيخ; sinh ngày 11 tháng 9 năm 1992) là một cầu thủ bóng đá người Ai Cập thi đấu ở vị trí tiền vệ chạy cánh cho câu lạc bộ Ai Cập Al Ahly và đội tuyển quốc gia Ai Cập.

## Bàn thắng quốc tế
Tỉ số và kết quả liệt kê bàn thắng của Ai Cập trước.
| # | Ngày                | Địa điểm                                 | Đối thủ | Tỉ số | Kết quả | Giải đấu |
| - | ------------------- | ---------------------------------------- | ------- | ----- | ------- | -------- |
| 1 | 28 tháng 3 năm 2017 | Borg El Arab Stadium, Alexandria, Ai Cập | Togo    | 2–0   | 3–0     | Giao hữu |